# Eustrophopsis brunneimarginatus
Eustrophopsis brunneimarginatus är en skalbaggsart som först beskrevs av Dury 1906.  Eustrophopsis brunneimarginatus ingår i släktet Eustrophopsis och familjen skinnsvampbaggar. Inga underarter finns listade i Catalogue of Life.